# Eduard Spranger
Eduard Spranger (Grosslichter-felde, 27 de junho de 1882 - Tubinga, 17 de setembro de 1963) foi um filósofo, pedagogo e psicólogo alemão.

## Biografia
Spranger foi aluno de Wilhelm Dilthey, tendo continuado a pesquisa de seu professor acerca das ciências humanas (Geisteswissenschaften), enfatizando o assunto em seus mais importantes trabalhos, como As formas de vida (1914) e Psicologia da Juventude (1924). Tais obras analisam os efeitos da história e da cultura na ética e nas ações humanas. Suas teorias acerca educação como uma possível solução para os problemas morais e sociais dos adolescentes, condensadas na obra de 1924, foram influentes na pedagogia alemã da década de 1920. Psychologie des Jugendalters vendeu mais de cem mil cópias, sendo traduzido para o grego, sueco, inglês, holandês, finlandês, japonês, espanhol e outras línguas. De 1911 a 1946, Spranger atuou como professor de filosofia nas universidades de Leipzig, Berlim e Tubinga, tendo também lecionado durante os anos 1937 e 1938 no Japão. A americanização da psicologia alemã após a Segunda Guerra levou a um declínio da perspectiva de Spranger na Alemanha. Durante a Segunda Guerra Mundial, Spranger foi confinado na prisão militar de Moabit, sendo solto a pedido do embaixador japonês.